# Kentuckyrivierkreeft
De Kentuckyrivierkreeft (Faxonius juvenilis, synoniem Orconectes juvenilis) is een kreeftensoort uit de familie van de Cambaridae. De wetenschappelijke naam van de soort is voor het eerst geldig gepubliceerd in 1870 door Hagen.